# A Hard Day's Night (película)
A Hard Day's Night es una película de comedia musical británica de 1964, escrita por Alun Owen y protagonizada por The Beatles —John Lennon, Paul McCartney, George Harrison y Ringo Starr— durante el apogeo de la llamada “Beatlemanía”. La película fue dirigida por Richard Lester y publicada originalmente por United Artists. La película fue hecha en un estilo de documental ficticio, que describe un par de días en la vida del grupo.
Fue exitosa tanto financieramente como en la crítica; fue calificada por la revista Time como una de las 100 mejores películas de todos los tiempos. El crítico británico Leslie Halliwell la describió como una «fantasía cómica con música; un enorme éxito comercial con el director probando cada mordaza cinematográfica en el talonario» y le concedió un total de cuatro estrellas. La película tiene el mérito de haber influido a las películas de espionaje en 1960, el programa de televisión de The Monkees y videos de música pop.

## Guion
El guion fue escrito por Alun Owen, quien fue elegido porque The Beatles estaban familiarizados con su obra No Trams to Lime Street y por su buen manejo del diálogo liverpuliano. McCartney comentó, «Alun pasaba tiempo con nosotros y hacía esfuerzos por componer nuestros diálogos a partir de palabras y expresiones que nos había oído usar, así que pensé que tenía un guion muy bueno.» Owen pasó varios días con el grupo, quien les dijo que sus vidas eran básicamente «un tren y una habitación y un coche y una habitación y una habitación y una habitación»; el personaje del abuelo de Paul se refiere a ello en el diálogo. Owen escribió el guion desde la visión que The Beatles estaban viviendo, se habían convertido en prisioneros de su propia fama, de forma que su calendario lleno de actuaciones y el trabajo de estudio se había convertido en un castigo.[cita requerida]

## Trama

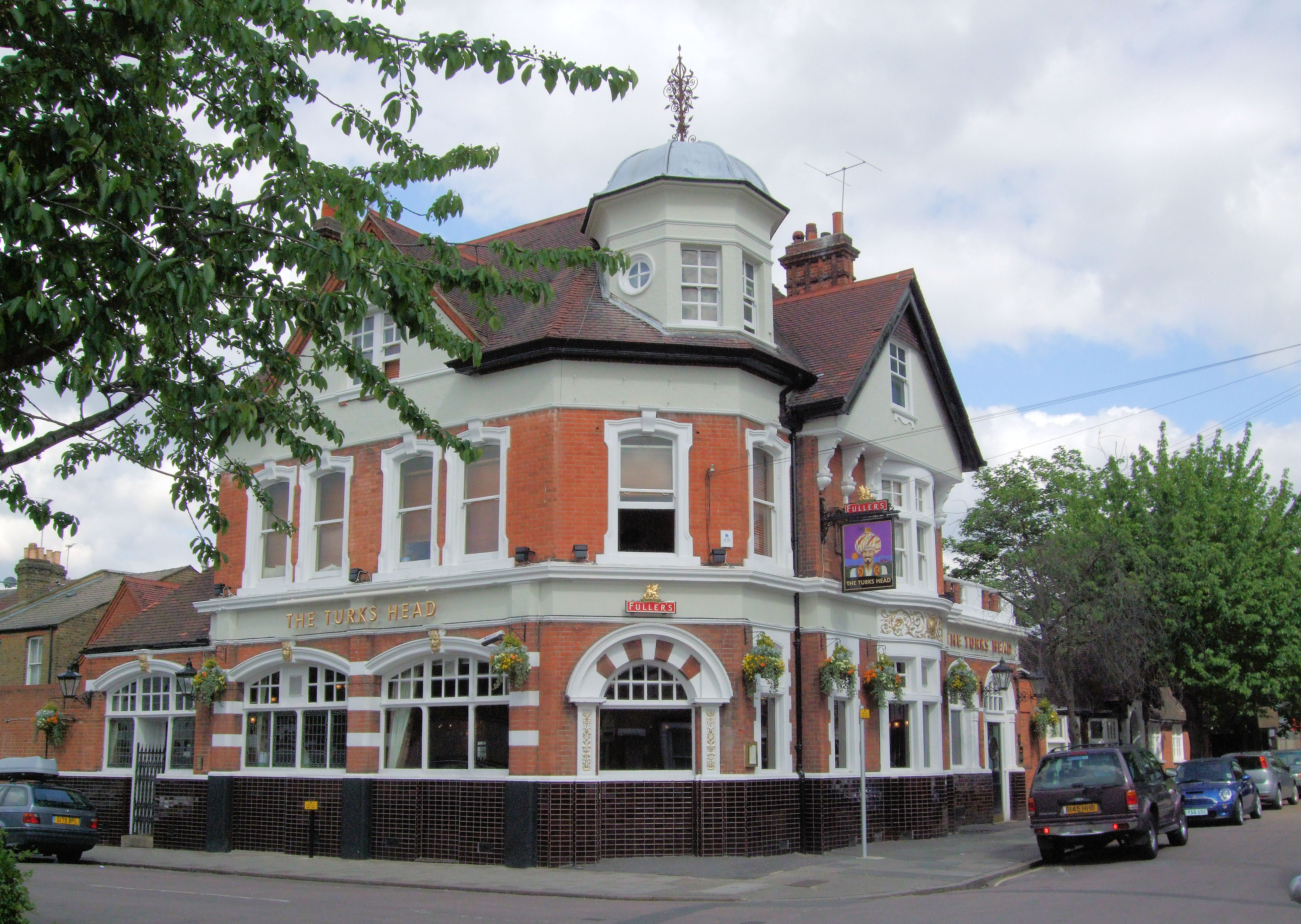
Fotografía del pub "Turks Head", a donde Ringo Starr se marcha.

Halliwell encapsula la trama como «Acosados por su mánager y el abuelo de Paul, The Beatles se marchan de Liverpool por tren para un programa de TV en Londres.» Después de haber escapado de una horda de fanes, la banda intenta relajarse a bordo del tren, pero los embrollos que provoca el abuelo de Paul empiezan a poner a prueba su paciencia, por lo que lo encierran en el furgón del tren para conseguir algo de paz y tranquilidad. 
A su llegada a Londres, The Beatles son conducidos a un hotel donde se sienten encerrados. Después de una noche en la que el abuelo de Paul vuelve a causar problemas de menor importancia en un casino, el grupo se dirige hacia al escenario donde su actuación va a ser filmada. Los preparativos son largos así que Ringo decide pasar un tiempo solo leyendo un libro. El abuelo de Paul lo convence de que debería estar fuera disfrutando la vida en vez de leer libros, así que Ringo se marcha. Trata de tomar una copa en un pub, después decide ir a caminar por un canal y comienza a pasear en una bicicleta a lo largo de un andén de la estación de tren. Mientras tanto, el resto de la banda está buscando a Ringo frenéticamente (y sin éxito). Finalmente, Ringo vuelve después de haber sido detenido por la policía junto con el abuelo de Paul, y el concierto sigue adelante como estaba planeado.
Cuando a Ringo se le pregunta si él es un Mod o un Rockero, él responde: «Uh, no, yo soy un Mocker». La frecuente referencia al abuelo de McCartney como un «viejo limpio» contrasta con la descripción del otro personaje de Wilfrid Brambell en la serie Steptoe and Son, Albert Steptoe, como un «viejo sucio».

## Producción

Cortometraje de la película Help!, la cual también fue protagonizada por The Beatles y producida por Richard Lester en 1965.

La película fue rodada por United Artists usando un estilo de cinéma vérité en blanco y negro y fue producida durante un período de dieciséis semanas. Contó con un presupuesto bajo para su tiempo de 200.000 libras esterlinas (unos 500.000 (dólares estadounidenses) y el rodaje fue terminado en seis semanas. A diferencia de la mayoría de las producciones, casi todas las escenas fueron filmadas en orden consecutivo inmediato, según lo declaró Lennon en 1964. La grabación comenzó en la estación Paddington, el 2 de marzo de 1964, The Beatles se reunieron con el conjunto de actores, Equity, esa mañana. La primera semana de rodaje fue en un tren que viajaba entre Londres y Minehead. El 10 de marzo, se grabaron las escenas de Ringo en el pub Turk's Head en Twickenham, y durante la siguiente semana se grabaron varias escenas en los Twickenham Studios. Del 23 al 30 de marzo, el rodaje se trasladó al Teatro Scala, y el 31 de marzo, todo el concierto fue filmado allí, aunque el grupo hizo playback en los distintos temas. Entre los 350 espectadores de la audiencia se encontraba Phil Collins, de tan solo 13 años de edad. El segmento de «Can't Buy Me Love», que contó con un trabajo creativo de cámara y la banda corriendo y saltando alrededor de un campo, se grabó el 23 de abril de 1964 en un campo de deportes de Isleworth, Middlesex. La última escena filmada se grabó al día siguiente en West Ealing, Londres, donde Ringo amablemente deja caer su gabardina sobre los charcos para que pueda pasar una dama, y descubre que el último charco es en realidad un gran agujero en la carretera.
Antes de que A Hard Day’s Night fuera lanzada en América, un ejecutivo de United Artists le sugirió a Lester doblar las voces del grupo con acentos americanos. McCartney respondió enojado: «Mira, si nosotros podemos entender a un maldito vaquero hablando tejano, ellos pueden entendernos hablando liverpuliano.» Lester posteriormente dirigió la segunda película de The Beatles, Help!, How I Won the War, que protagonizó John Lennon, y más tarde hizo lo mismo con varias películas populares, incluyendo Los Tres Mosqueteros y Superman II.

### Elenco de actores
Wilfrid Brambell, que hizo el personaje de John McCartney, el abuelo ficticio de Paul McCartney, ya era bien conocido por el público británico como coprotagonista de la sitcom británica Steptoe and Son. La broma recurrente de que era tan limpio es porque en la sitcom él siempre era descrito como un viejo sucio. Norman Rossington interpretó el papel de mánager de los Beatles y John Junkin fue «Shake», su road mánager. Brian Epstein, su mánager real, tuvo una breve aparición no acreditada.
El reparto incluye la colaboración de Richard Vernon como el 'agente de seguridad' en el tren, Lionel Blair como un bailarín destacado y Victor Spinetti como el director de televisión.[cita requerida] En los cameos se incluyen David Langton, John Bluthal como un ladrón de coches y un no acreditado Derek Nimmo como el mago Leslie Jackson.[cita requerida] David Janson colaboró como el niño que conoce a Ringo en su «paseo».[cita requerida]
Charlotte Rampling y Phil Collins hicieron su debut en el rodaje de la película como un bailarín y un niño en la audiencia del concierto, respectivamente.[cita requerida] George Harrison conoció a su futura esposa, Pattie Boyd, en la escena donde ella hace una breve aparición (no acreditada) como una de las alumnas en el tren. Sus primeras proposiciones hacia Boyd fueron rechazadas porque ella tenía novio en aquel entonces pero él insistió y se casaron 18 meses después. La chica que está junto a Boyd en la escena del vagón restaurante es Prudence Bury.

## Recepción

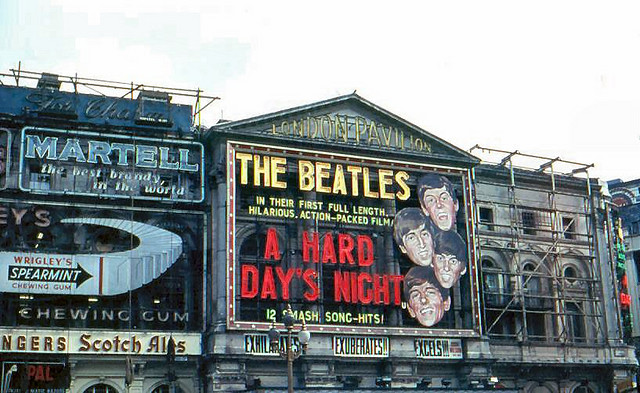
El cine Pavilion de Londres mostrando la película en 1964.

La película se estrenó en el Pavilion Theatre en Londres el 6 de julio de 1964 —un día antes del cumpleaños de Ringo Starr— y la banda sonora homónima fue lanzada cuatro días después. Esta sería la primera banda sonora que The Beatles lanzarían durante su trayectoria musical. Las reseñas de la película fueron en su mayoría positivas, una crítica muy citada fue proporcionada por el Village Voice, que etiquetó a A Hard Day’s Night como «la Citizen Kane de los jukebox musicales.» La revista Time llamó a la película «Una de las más suaves, frescas y más divertidas películas que jamás se han hecho con fines de explotación.» El crítico de cine Roger Ebert describió a la película como «Uno de los grandes hitos confirmados en la historia de las películas.» En 2004, la revista Total Film nombró a A Hard Day's Night como la 42ª mejor película británica de todos los tiempos. En 2005, Time.com la nombró como una de las 100 mejores películas de los últimos 80 años. Leslie Halliwell dio a la película su calificación más alta, cuatro estrellas, la única película británica de 1964 en alcanzar ese galardón. Tiene una calificación de 100% en Rotten Tomatoes basada en la calificación de 71 críticos, y se colocó en la posición n.º 1 en su lista de las Mejores Revisiones de Películas de Todos los Tiempos.[cita requerida]
El crítico de cine Bosley Crowther del New York Times señaló que la película era una sátira sutil sobre la imagen del rock and roll (y The Beatles, en particular) como fuente de rebelión juvenil y el desafío de la autoridad. The Beatles se presentan como unos simpáticos muchachos que están constantemente asombrados por la atención que reciben y que no quieren nada más que un poco de paz y tranquilidad, sin embargo, tienen que hacer frente a las multitudes gritando, a los periodistas que hacen preguntas sin sentido, y a figuras de autoridad que constantemente los miran con desprecio. En realidad su mayor problema es el viejo, pero limpio abuelo de McCartney, interpretado por Wilfrid Brambell.
A Hard Day's Night fue nominada a dos Premios de la Academia, al Mejor Guion (Alun Owen) y Mejor Banda Sonora (adaptación) (George Martin).
A nivel mundial  A Hard Day's Night recaudó un total de US$ 2,360,561 quedando por detrás de Viva Las Vegas con Elvis Presley y Ann Margret estrenada el mismo año con una recaudación de US$ 9,442,967

## Influencia
El crítico británico Leslie Halliwell consignó la influencia de la película como «[...] condujo directamente a todos los thrillers de espionaje de Londres y posteriormente a las comedias de los años sesenta [...]» En particular, se dijo que los elementos visuales y el argumento fueron la inspiración de la serie de televisión The Monkees. El estilo del segmento de «Can't Buy Me Love» fue copiado de la anterior película de Richard Lester, The Running Jumping & Standing Still Film, mediante la innovadora técnica de cortar las imágenes al ritmo de la música, que ha sido citado como un precursor de los videos musicales modernos. Roger Ebert fue aún más lejos, otorgándole a Lester una influencia más importante, incluso de construir una «nueva gramática»: «[Lester] influyó en muchas otras películas. Hoy, cuando miramos la televisión y vemos el corte rápido, cámaras de mano, fragmentos de diálogos intercalados rápidamente, música acompañando a un documental y todas las demás cosas modernas, estamos mirando a los chicos de A Hard Day's Night.»

## Título
El extraño título de la película se originó a partir de algo dicho por Ringo Starr, quien lo describió de esta manera en una entrevista con el disc jockey Dave Hull en 1964: «Fuimos a hacer un trabajo, habíamos trabajado todo el día y resultó que terminamos trabajando también toda la noche. Por algún motivo pensé que era de día, supongo, y dije: 'Ha sido un duro día... (It's been a hard day...)' y miré a mi alrededor y vi que estaba oscuro y dije: '... ¡de noche!' (...'s night!). Así llegamos a A Hard Day's Night.»
Lennon dijo durante una entrevista de 1980 con la revista Playboy: «Iba a casa en el coche y Dick Lester sugirió el título, 'Hard Day's Night' de algo que Ringo había dicho. Yo lo había usado en In His Own Write, pero fue un comentario improvisado de Ringo. Tú sabes, uno de esos malapropismos. Un Ringo-ismo, que no dijo para ser gracioso [...] simplemente le salió así. Así que Dick Lester dijo: 'Vamos a utilizar ese título.'»
Sin embargo, en una entrevista para The Beatles Anthology en 1994, McCartney afirmó algo diferente a lo que había dicho Lennon. Recordó que el título fue idea de The Beatles, y no de Lester: «El título fue de Ringo. Casi habíamos terminado de hacer la película, y surgió una situación poco divertida, que fue poner nombre a la película. Así que estábamos sentados en los estudios Twickenham haciendo un poco de lluvia de ideas [...] y dijimos, ‘Bueno, está lo que Ringo dijo el otro día.' Ringo hacía esos pequeños malapropismos, él decía cosas con pequeños errores, a la gente le gustaba, siempre eran maravillosas, muy líricas [...] tenían como una especie de magia a pesar de que solo las decía por equivocación. Y él dijo después de un concierto, '¡Uf, ha sido la noche de un duro día.' ('Phew, it's been a hard day's night')»
Otra versión de los hechos apareció en 1996: el productor Walter Shenson dijo que Lennon le había descrito algunas de las meteduras de pata más divertidas de Starr, como «la noche de un duro día» ('A Hard Day's Night'), con lo cual Shenson inmediatamente decidió que esa iba a ser el título de la película.
La película fue titulada ¡Qué noche la de aquel día! en España, Tutti Per Uno (Todos para Uno) en Italia, Quatre Garçons Dans Le Vent (Cuatro Muchachos en el Viento) en Francia y Yeah! Yeah! Tässä tulemme! (¡Sí! ¡Sí! Aquí venimos!) en Finlandia.

## Canciones
Todas las canciones se acreditaron a John Lennon y Paul McCartney, excepto donde se anota.
- «A Hard Day's Night»
- «I Should Have Known Better»
- «I Wanna Be Your Man» (sample)
- «Don't Bother Me» (Harrison) (sample)
- «All My Loving» (sample)
- «If I Fell»
- «Can't Buy Me Love»
- «And I Love Her»
- «I'm Happy Just to Dance with You»
- «Tell Me Why»
- «She Loves You»